# Bix (colonna sonora)
Bix, titolo completo Bix - an interpretation of a legend, è la colonna sonora dell'omonimo film di Pupi Avati, uscito nel 1991. È caratterizzata da splendide musiche jazz, che sono pezzi musicali in voga all'epoca dell'ambientazione del film, rieseguite da musicisti moderni, ma rispettando gli standard musicali originali.
La colonna sonora venne completamente registrata a Roma in soli tre giorni (dal 16 al 18 maggio 1990).

## Tracce

### Lp
- Lato A

1. Idolizing - 1:17
2. Dardanella - 2:26
3. Singin' the blues (Till my Dad) 1 - 3:11
4. My pretty girl - 3:14
5. Maple leaf rag - 2:18
6. Riverboat shuffle 2 - 2:41
7. Margie - 1:20
8. Since my best gal turned me down - 2:04
9. Jazz me blues 1 - 2:48

- Lato B

1. Somebody stole my gal - 3:12
2. Stardust - 2:12
3. I'lle be a friend with pleasure - 2:27
4. In a mist (Bixology) - 4:18
5. Tin roof blues - 2:51
6. I'm coming Virginia - 2:34
7. Davenport blues - 2:38
8. Bix - 2:51

### Cd
1. Idolizing - 1:17
2. Dardanella - 2:26
3. Singin' the blues (Till my Dad) 1 - 3:11
4. My pretty girl - 3:14
5. Maple leaf rag - 2:18
6. Riverboat shuffle 2 - 2:41
7. Since my best gal turned me down - 2:04
8. Jazz me blues 2 - 3:42
9. Somebody stole my gal - 3:12
10. Stardust - 2:12
11. I'lle be a friend with pleasure - 2:27
12. In a mist (Bixology) - 4:18
13. Tin roof blues - 2:51
14. Riverboat shuffle 1 - 1:59
15. I'm coming Virginia - 2:34
16. Davenport blues - 2:38
17. Singin' the blues (Till my Dad) 2 - 2:34
18. Bix - 2:51